# Wolseley 16
Der Wolseley 16 war ein Pkw mit Vierzylindermotor, den Wolseley 1906 herausbrachte.
Er besaß einen Vierzylinder-Blockmotor mit 3335 cm³ Hubraum und seitlich stehenden Ventilen (sv), der 18 bhp (13,3 kW) Leistung bei 1000 min−1 abgab. Es gab Fahrgestelle mit 2362 mm oder 2489 mm Radstand. Es gab diverse Aufbauten.
Im Jahre 1911 ersetzte ihn der Wolseley 16/20.